# Esteban Rovira Pacheco
Esteban Rovira Pacheco (Segòvia, 12 d'abril de 1902 - El Salvador, 1973) va ser un militar espanyol lleial a la República durant la Guerra Civil Espanyola. Va tenir el càrrec de tinent de carrabiners, va manar la 42a Brigada i les divisions 12a, 15a i 17a.

## Biografia
Nascut a Segòvia el 1902, havia ingressat al Cos de Carrabiners. Al començament de la guerra es trobava destinat en el col·legi de Carrabiners que hi havia a El Escorial (Madrid).
Durant la defensa de Madrid va estar a càrrec de les forces defensores a Carabanchel Bajo i a Villaverde (Vèrtex Basurero) durant el 27 de novembre de 1936. El 12 de gener de 1937 és ascendit a comandant, aconseguint destacar en la defensa de la zona del parc Lineal del Manzanares. L'1 de gener de 1937 s'havia organitzat en el front de Madrid la 42a Brigada Mixta, unitat que es va adjudicar a Rovira. Fins a l'època en què va ser rellevat del comandament, 15 de maig, les accions de la brigada no van destacar fora de l'habitual (guerra de trinxeres, petites escaramusses, etc).
Immediatament després va passar a manar 12a Divisió, i en poc després, a l'octubre, va ser nomenat comandant de la 17a Divisió, substituint a l'alemany Hans Kahle que havia ostentat el comandament fins llavors. El 30 d'abril de 1938 va passar a manar la 15a Divisió, encara que per poc temps, ja que va deixar el comandament el 19 de juny. Va acabar la guerra amb el grau de tinent coronel, sent fet presoner per les forces franquistes.
En finalitzar la guerra, el 23 d'agost de 1939 és condemnat a afusellament pel delicte d'«adhesió a la rebel·lió». Finalment les amistats aconsegueixen disminuir la pena i fuig a l'estranger. Viatja per diversos països de Llatinoamèrica entre els quals s'inclou Mèxic. Rovira s'estableix finalment a El Salvador, país on contreu matrimoni amb Elba Zepeda, amb qui va tenir set fills. Morí el 1973.